# Arabská islámská republika
Arabská islámská republika (arabsky: الجمهورية العربية الإسلامية al-Dschumhuriyya al-ʿarabiyya al-islamiyya, formálně Unie Libye a Tuniska) byla plánovanou unií mezi Libyí a Tuniskem. Pomyslnými zakladateli Arabské islámské republiky byl libyjský vůdce Muammar Kaddáfí a tuniský prezident Habíb Burgiba, kteří se v roce 1972 dohodli na to že:
Tyto dvě země vytvoří jednotnou republiku, Arabskou islámskou republiku, s jednotnou ústavou, vlajkou, prezidentem, armádou a rovnoměrnou vládou, legislativou a soudnictvím. Referendum se mělo konat 18. ledna 1974.
Kvůli vzájemným neshodám a tuniskému odporu však projekt nebyl nakonec realizován.